# Fútbol Club Isla de la Juventud
Maillots
Actualités
Dernière mise à jour : 23 décembre 2019.
Le FC Isla de la Juventud est un club de football cubain, basé à Nueva Gerona (sur l'Île de la Jeunesse), qui joue en première division cubaine.

## Histoire
Avec 18 défaites d'affilée subies lors de la saison 2007-2008, le FC Isla de la Juventud détient le triste record de défaites consécutives en championnat de Cuba. Il finit par être relégué une première fois à la fin de la saison 2009-10 et doit attendre l'édition 2013 pour disputer le championnat sur invitation, même s'il avait remporté l'année précédente le Torneo de Ascenso (la 2e division cubaine). Cependant, il ne peut éviter une deuxième relégation. 
En s'octroyant la 2e place du Torneo de Ascenso 2015, il revient parmi l'élite dès 2015 et parvient depuis à se maintenir tant bien que mal en 1re division.

## Palmarès
- Torneo de Ascenso (D2) (1) :
  - Vainqueur en 2012.
  - Deuxième en 2011 et 2015.

## Personnalités historiques du club

### Joueurs

#### Principaux joueurs (tous les temps)
- Yoandir Puga

### Entraîneurs
- Roberto Ernesto Villegas[4] (??-2010)

- Geordanis Alejo Lorenzo[5],[6] (2011-2012-??), vainqueur du Torneo de Ascenso 2012.

- Osmel Morán[7],[8] (??-2015-2016)

- Geordanis Alejo Lorenzo[9] (2017-)